# Скот (окръг, Индиана)
Вижте пояснителната страница за други значения на Скот.
Окръг Скот (на английски: Scott County) е окръг в щата Индиана, Съединени американски щати. Площта му е 500 km², а населението е 24 384 души (1 април 2020). Административен център е град Скотсбърг.